# Acquicella
Acquicella is een plaats (frazione) in de Italiaanse gemeente Belmonte Calabro in de regio Calabrië.